# Politique à Antigua-et-Barbuda
Antigua-et-Barbuda est une monarchie parlementaire multipartite fédérale, où le roi est le chef de l'État et nomme un gouverneur général pour le représenter. Ce dernier nomme à son tour un Premier ministre à la tête du gouvernement. Le pouvoir exécutif est aux mains du gouvernement tandis que le pouvoir législatif est partagé entre le gouvernement et les deux chambres du Parlement.

## Pouvoir exécutif
| Fonction           | Nom                 | Parti | Depuis           |
| ------------------ | ------------------- | ----- | ---------------- |
| Roi                | Charles III         |       | 8 septembre 2022 |
| Gouverneur général | Sir Rodney Williams |       | 14 août 2014     |
| Premier ministre   | Gaston Browne       | ABLP  | 13 juin 2014     |

Le Premier ministre est le chef du parti majoritaire au parlement. Lui ainsi que ses ministres répondent politiquement de leurs actions devant le Parlement. Il peut dissoudre ce dernier en tout temps.

## Pouvoir législatif

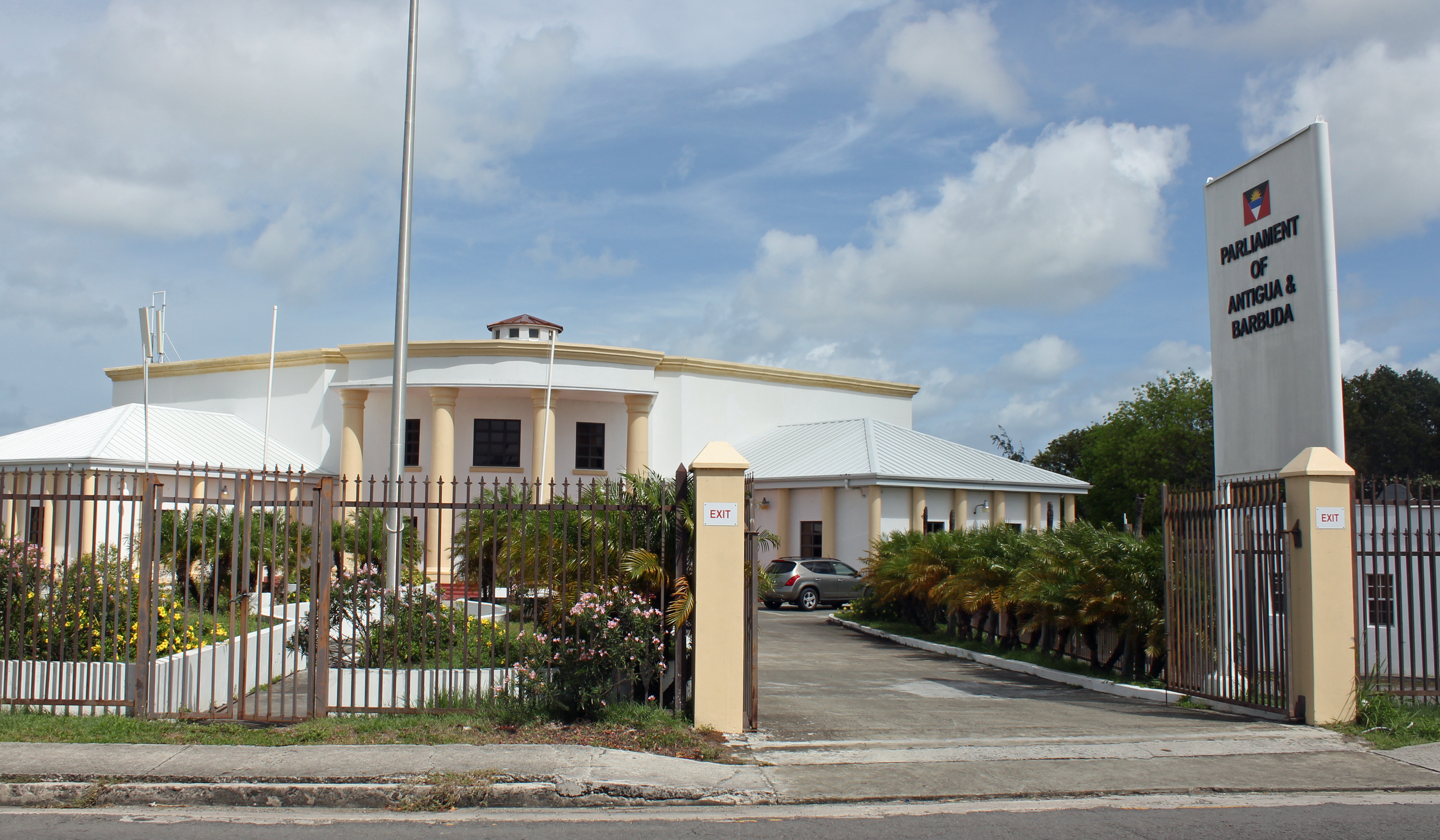
Bâtiment Parlementaire d'Antigua-et-Barbuda, situé sur l'autoroute Queen Elizabeth à St. John's

Le Parlement compte deux chambres. La Chambre des représentants est la chambre basse du parlement bicaméral d'Antigua-et-Barbuda. Elle est composée de 17 à 19 membres dont 17  élus pour cinq ans au scrutin uninominal majoritaire à un tour dans autant de circonscriptions. Les deux autres sièges sont réservés d'office au président de la chambre et au procureur général s'ils n'en sont pas déjà membres. Le Sénat est composé de 17 membres nommés pour cinq ans par le gouverneur-général sur conseil du premier ministre et du chef de l'opposition.

## Pouvoir judiciaire
Le pouvoir judiciaire est exercé par la Cour suprême de la Caraïbe orientale, basée à Sainte-Lucie. Antigua-et-Barbuda est également membre de la Cour de justice caribéenne.
Le Comité judiciaire du Conseil privé de Grande-Bretagne fit office de plus haute instance d’appel jusqu’en 2001, date à laquelle les États de la Communauté caribéenne abrogèrent le droit de recours auprès du Conseil privé pour lui substituer la Cour de justice caribéenne.

## Pour approfondir